# 시데레우스 눈치우스

시데레우스 눈치우스(라틴어: Sidereus Nuncius)는 갈릴레오 갈릴레이가 1610년 3월에 신라틴어로 저술한 소책자이다. 망원경을 이용한 관측을 기반으로 한 세계 최초의 과학책이며, 달의 산맥, 은하수의 별무리, 목성의 네 위성 등 갈릴레오의 관측천문학적 업적들이 모두 이 책 속에 들어 있다.
라틴어 nuncius는 ‘messenger’이나 ‘message’를 나타내는 말로 주로 사용되었다. 그래서 《시데레우스 눈치우스》는 ‘항성의 메신저’(Sidereal Messenger)로 주로 번역되었다. 하지만 갈릴레오가 쓴 이 책의 초판들은 자신이 새로운 것을 발견한 것이 아니라 최근의 천문학을 발전시킨 것에 불과하다고 했다. 그래서 ‘항성의 메시지’(Sidereal Message/Starry Message)라고 번역하는 것이 옳다. 이 책의 복제본은 2010년 12월에 경매로 $662,500에 판매된 적이 있다.

## 망원경
누가 처음으로 망원경을 제작하였는지는 불투명하지만, 독일-네덜란드인 렌즈 제작자인 한스 리퍼쉬가 발명한 것으로 널리 알려져 있다. 망원경은 사용자들로 인해 사물들을 더 크고 가깝게 볼 수 있게끔 해준다. 갈릴레오는 처음으로 망원경을 사용해 천체들을 관측한 사람이었다. 그의 첫 번째 망원경은 8-10배의 확대 성능을 가진 것으로, 그가 직접 제작한 렌즈를 사용한 망원경이었다. 그는 나중에 20배의 확대 성능을 가진 망원경을 제작해서 천체를 관측해 《시데레우스 눈치우스》를 출판했다.

## 구성
《시데레우스 눈치우스》는 달을 포함해, 오리온, 플레이아데스 성단, 황소자리와 같은 특정 별자리 등에 대한 70개 이상의 그림과 도표들을 포함하고 있다. 이 책에는 그림 묘사와 설명, 그의 관측의 이론들에 대한 내용도 담겨져 있다.

### 달
달을 관측하면서 갈릴레오는 ‘terminator’이라고 하는 명암경계선이 달을 나누는 것을 관측했고, 달의 어두운 부분에서는 선이 부드럽고, 달의 밝은 부분에서는 선이 불규칙적이라는 것을 알아냈다. 관측을 통해 갈릴레오는 어두운 부분의 지형이 낮고 평탄하며, 밝은 부분에서는 지형이 험하며, 산이 많다고 추측했다. 그는 이를 통해 산들의 높이를 알아냈고, 달의 산들이 적어도 4마일보다 높다는 것을 알아냈다. 그리고 그의 측정은 꽤 정확했다고 한다. 그의 연구는 달의 시각적 정보를 새롭게 제공하였고, 달의 표면과 물리적 특성을 연구하는 학문인 월면학을 발전시켰다.

### 별
갈릴레오는 망원경을 사용해서 맨눈으로 볼 수 있는 것보다 10배는 더 많은 별들을 관측할 수 있었다고 기록했다. 그리고 그는 오리온과 플레이아데스 성단에 관한 별자리 표를 제작하였다. 맨눈으로 관측하는 관측자들은 황소자리의 별들 중 6개밖에 관측할 수 없었지만, 갈릴레오는 자신의 망원경을 사용해 약 6배 정도인 35개의 별들을 관측했다. 그가 그의 망원경으로 오리온을 관측하기 시작한 때에는 약 80개의 별들을 관측할 수 있었는데 전에 관측되었던 9개보다 약 9배 많은 개수였다. 《시데레우스 눈치우스》에서 갈릴레오는 이 두 항성집단을 망원경을 사용하지 않은 관측과 망원경을 사용한 관측으로 구별해놓았다. 또한 그가 프톨레마이오스 성단의 흐릿한 별들을 관측했을 때에도 그는 이 성단이 흐릿한 것보다는 많은 작은 별들로 이루어져있다는 것을 알아냈다. 이를 통해 그는 맨눈으로 관측했을 때에는 너무 작고 멀어서 각각의 별들로 구별되어 관측되기 어려웠지만 망원경으로 관측하여 성운과 은하수가 셀 수 없이 많은 별들이 무리지어 모여 있는 것이라고 주장했다.

### 메디치가의 별(목성의 위성들)
《시데레우스 눈치우스》의 마지막 파트에서 갈릴레오는 목성 주위에 선처럼 보이는 4개의 별들에 대한 기록을 남겨두었다. 첫 번째 밤에 그는 선처럼 보이는 3개의 별들이 목성 주위를 타원 궤도로 공전하는 것을 관측하였고, 다음날 밤에 1개의 별을 더 관측함으로써 목성 주위를 도는 4개의 별들을 발견했다. 갈릴레오는 늦은 1월부터 1610년 이른 3월까지 목성의 위치와 목성의 동반자 별들을 관측했던 기록을 남겨두었다. 그 별들은 밤마다 위치를 바꿔갔지만 목성 주위에서 선을 이루며 나타남으로써 갈릴레오로 인해 그들이 목성 주위를 공전하고 있다고 믿게 했다. 1월 11일에 4일의 관측을 끝내고 그는: “나는 수많은 관측을 통해 수성, 금성이 태양 주위를 도는 것처럼 목성 주위를 도는 3개의 별이 있다고 결론 내렸다. 또한 불규칙하게 목성 주위를 도는 1개의 항성이 더 있어서 3개가 아니라 4개의 별이 공전하고 있다는 것도 발견했다. 그리고 회전이 매우 빠르기 때문에 관측자는 매 시간마다 위상변화를 확인할 수 있다.”라고 기록하였다.
갈릴레오가 그린 그림에서 그는 목성을 나타내기 위하여 원을 사용했고, 4개의 별들을 나타내기 위하여 별표를 사용했다. 그는 이 두 종류의 항성집단이 구별된 차이점을 가지고 있다고 하였고, 행성과 위성이라는 단어를 사용하기 시작했다. 이 두 단어는 아리스토텔레스의 용어에서도 올바르게 사용되었다.
《시데레우스 눈치우스》의 출판 당시에 갈릴레오는 파도바 대학의 수학자였고 더 좋은 망원경들을 제작하라는 압박을 받고 있었다. 그는 피렌체로 돌아가고 싶어 했고, 그 곳에서 후원을 받고자 《시데레우스 눈치우스》를 자신의 옛 친구인 나중에 토스카나 주의 대공이 된 코시모 2세 데 메디치에게 바쳤다. 또한 그는 네 명의 메디치 형제들을 기념하기 위해서 그가 발견한 4개의 목성 위성들을 메디치가의 별이라고 이름 붙였다. 이로 인해 그는 피사 대학교의 가장 높은 자리의 수학자이자 철학자가 되었다. 하지만 위성들의 이름을 지은 그의 노력은 실패로 돌아갔고, 결국 갈릴레이 위성으로 널리 알려지게 되었다.

## 교회와의 다툼
갈릴레오가 불완전한 달의 모습을 그린 그림들은 프톨레마이오스와 아리스토텔레스가 생각한 완벽하고 불변하는 우주의 모습과는 상반되었다. 《시데레우스 눈치우스》가 출판되기 전에는 코페르니쿠스식의 지동설 모형이 교회에서 수학적, 가설적으로 받아들여져 있었다. 하지만 갈릴레오가 코페르니쿠스식 모형을 이론이 아닌 실제로 여기며 말하자, 사람들은 혼돈스럽고 경건하지 못한 모형이라고 여겼다. 따라서 코페르니쿠스식 모형은 태양이 떠오르고 지구는 움직이지 않는다고 여기던 성서에 도전하는 것이라고 여겨졌다. 갈릴레오와 교회와의 다툼은 그가 교회에 잡혀감으로써 1633년에 끝났다.